# Al Messila (métro de Doha)
Al Messila (en arabe : المسيلة) est une station sur la Ligne Verte du Métro de Doha. Elle est ouverte en 2019.

## Histoire
La station est mise en service le 10 décembre 2019.

## Intermodalités
- Metrolink : M207 (Al Messila, Al Messila Resort, English Modern School, Lulu Messila)
- Metrolink : M208 (Madinat Khalifa South Area)
- Metrolink : M209 (New Al Hitmi and Fereej Bin Omran)